# Herodotia subatriventris
Herodotia subatriventris är en stekelart som först beskrevs av Girault 1923.  Herodotia subatriventris ingår i släktet Herodotia och familjen fikonsteklar. Inga underarter finns listade i Catalogue of Life.